# کایوگا، نیویورک
کایوگا (به انگلیسی: Cayuga) یک روستا در ایالات متحده آمریکا است که در شهرستان کایوگا، نیویورک واقع شده‌است. کایوگا ۳٫۵ کیلومتر مربع مساحت و ۵۴۹ نفر جمعیت دارد و ۱۴۷ متر بالاتر از سطح دریا واقع شده‌است.